# Julieta tiene un desliz
Julieta tiene un desliz es una obra de teatro en dos actos del dramaturgo español Julio Mathías, estrenada en 1971.

## Argumento
Comedia de enredo, ambientada en Madrid. La pieza recrea los avatares de una peculiar familia de clase acomodada, cuya hija Julieta - consentida y caprichosa - deja desolados a sus padres, haciéndoles saber que se ha quedado embarazada y que su novio la ha abandonado. Alarmados por el posible escándalo social, los padres, Eduardo y Margarita se aprestan a buscar un nuevo candidato a marido para la joven, de manera que las apariencias queden cubiertas. El secretario de Eduardo propone a un buen partido, de nombre Andrés, que les visitará en breve. Efectivamente, poco después llega a la casa Andrés, pero resulta ser otro, un agente de seguros, que solo quiere vender su producto. Los padres creen que es su candidato a marido de Julieta mientras que Luisa, la sirvienta, lo confunde con su compinche para robar la casa, que casualmente también se llama Andrés. Finalmente, se aclara el malentendido, y tras la detención de Luisa y la confesión de Julieta de que en verdad no está embarazada, ésta termina rindiéndose a los encantos del agente de seguros.

## Representaciones destacadas
- Teatro Cómico (Madrid), 6 de mayo de 1971. Estreno.
  - Dirección: Carlos Vasallo.
  - Intérpretes: Adrián Ortega - luego sustituido por Antonio Gil - (Eduardo), Lilí Murati (Margarita), María Montez - luego sustituida por Marta Puig - (Julieta), Pedro Valentín (Andrés), Charito Cremona - luego sustituida por María Teresa Cortes - (Luisa).[3]

Tras representarse varios meses en Madrid, se representó, en gira por diferentes ciudades del resto de España regresando a la capital en abril de 1972, con algunos cambios en el elenco. El montaje superó las 1.500 representaciones.
- Teatro Barcelona, Barcelona, 1980. Versión en catalán, con el título de la La Julieta ha relliscat.[5]
  - Intérpretes: Josefina Güell, Joan Seguí, Montserrat Tora, Josep Canet, Esther Farré y Ricard Velasco.

- Teatro Fígaro, Madrid, 1982.
  - Intérpretes: Florinda Chico, Alberto Bové, Fernando Huesca, Montse Calvo y Carmen Utrilla.[6]

- Teatro Fígaro, Madrid, 1986.
  - Intérpretes: Trini Alonso, Ignacio de Paúl, Fernando Huesca, Montse Calvo y Eva García.

- Televisión española, 1997.
  - Intérpretes: María Kosty, Alfredo Cernuda, Silvia Marsó, Antonio Medina, Patricia García Méndez.[7]